# شهرستان گذار
ناحیهٔ گُذار (به ازبکی: G'uzor tumani، غوزار تومنی) یک ناحیه در ازبکستان است که در ولایت کشک‌دریا واقع شده‌است.
نام آن همان واژه فارسی گذار است. ساکنان این ناحیه اکثراً تاجیک هستند اما اقلیت بزرگی از ازبک‌ها هم در این منطقه زندگی می‌کنند.